# Monique Hakim

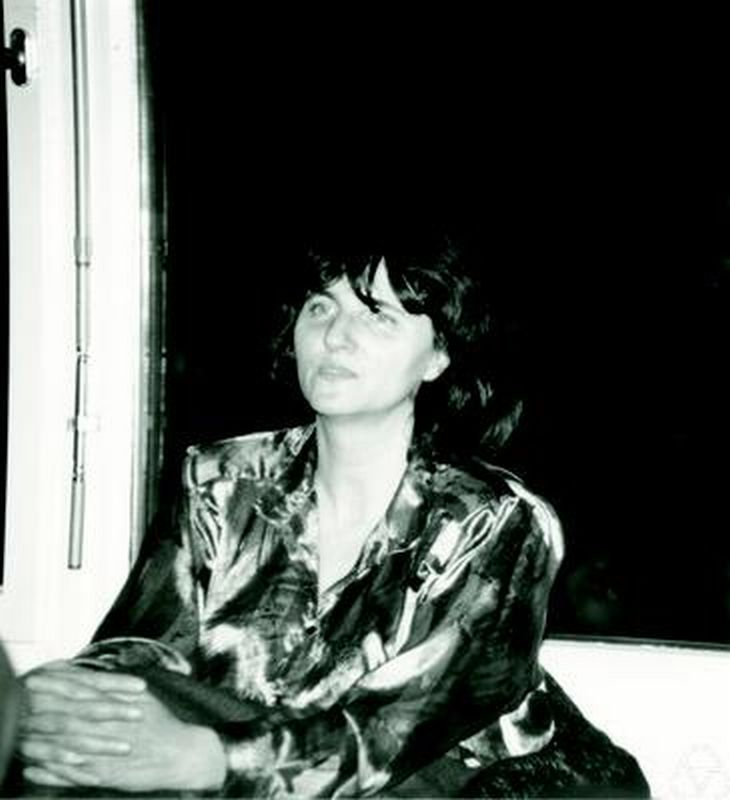
Monique Hakim 1986

Monique Charlotte Hakim (* als Monique Jafé am 21. November 1937 in Marseille; † 27. September 2013 in Symlar, Kalifornien) war eine französische Mathematikerin aus der Schule von Alexander Grothendieck.

## Leben
Monique Hakim war die Tochter von Germaine Porratti (verheiratete Jafé, 1912–1975 in Marseille), einer Modistin mit italienischen Vorfahren, und Leon Jafé (1914–1986), einem türkischstämmigen Schneider, der zeitweise lange in Izmir lebte. Sie heiratete im März 1962 in Marseille und hatte drei Söhne. Sie wuchs nicht religiös auf und die Familie verbarg in der Zeit des Vichy-Regimes und der Okkupation (und auch später) ihre jüdische Herkunft. Später lebten ihre Söhne in Israel.
Monique Hakim war eine gute Schülerin und erhielt nach Teilnahme an den landesweiten Aufnahmeprüfungen (Concours générale) eine Zulassung für Altphilologie (Griechisch). Sie besuchte das Lycée Mongrand und nachdem sie sich für Mathematik entschied das Lycée Thiers in Marseille. Danach studierte sie an der École normale supérieure de jeunes filles in Sèvres und war kurz Schülerin von Claude Chevalley, bevor sie auf dessen Rat zu Alexander Grothendieck wechselte, bei dem sie sich an dessen Programm zur Erneuerung der algebraischen Geometrie beteiligte. Einige Jahre später erkannte sie aber, dass dies außerhalb der damals in Frankreich verfolgten Hauptrichtungen der Mathematik lag und wandte sich bei Nessim Sibony der Analysis zu (Analysis in mehreren komplexen Variablen) und setzte ihre Forschung auf diesem Gebiet fort. Sie forschte für das CNRS, dann bekam sie eine Stelle an der Universität von Montpellier, im Süden Frankreichs; sie war auch mehrere Jahre Dozentin an der École polytechnique in Paris, wo sie Übungskurse von Laurent Schwartz betreute. Von 1975 ab war sie Professorin an der Universität Paris-X. 1998 wurde bei ihr ein Myelom diagnostiziert und später Brustkrebs. Monique Hakim starb in Symlar an Herzstillstand und liegt in Los Angeles begraben.
Sie wurde 1972 bei Alexander Grothendieck an der Universität Paris-Süd in Orsay promoviert. Daraus entstand ihre Monographie in der Reihe Ergebnisse der Mathematik und ihrer Grenzgebiete über die innere Geometrie geringter Grothendieck-Topoi. Pierre Deligne stellte 2010 klar, dass er – wie gerüchteweise in Umlauf war – keine Fehler an ihrer Dissertation kritisiert habe, sondern nur fand, dass die von ihr definierten Objekte über analytischen Räumen nicht die „gewünschten“ waren. Ihre Theorie wurde Mitte der 1970er Jahre zunächst in der Topos-theoretischen Verallgemeinerung der Spektren von Ringen durch Julian C. Cole weiterentwickelt, und später gemäß dem Übergang von Kategorientheorie zu {\displaystyle (\infty ,1)}-Kategorientheorie in den strukturierten Räumen („Structured spaces“, {\displaystyle (\infty ,1)}-Topos-Theorie) von Jacob Lurie weiter verallgemeinert. Später war ihr Fachgebiet die Analysis in mehreren komplexen Variablen.
Zu ihren Hobbys zählten Bergsteigen und Sprachen lernen.

## Schriften
- Topos annelés et schémas relatifs, Ergebnisse der Mathematik und ihrer Grenzgebiete, Band 64, Springer, Berlin, New York 1972